# Corneille à bec blanc
Corvus woodfordi
Espèce
Synonymes
- Macrocorax woodfordi

Statut de conservation UICN

 LC  : Préoccupation mineure
La Corneille à bec blanc (Corvus woodfordi) est une espèce d'oiseau de la famille des corvidés.
Cet oiseau peuple les îles Salomon (Choiseul, Santa Isabel et Guadalcanal).